# Con le migliori intenzioni
Con le migliori intenzioni (Den goda viljan) è un film del 1992 diretto da Bille August.
Il soggetto è tratto dall'autobiografia del celebre regista svedese Ingmar Bergman che è anche sceneggiatore del film, vincitore della Palma d'oro al 45º Festival di Cannes.
Il film narra la vita dei genitori di Ingmar Bergman, Henryk e Anna, dal 1909 al concepimento del figlio (1918).

## Trama
Quando lo spiantato studente di teologia Henryk Bergman vuole sposare la ricca Anna Akerblom, incontra l'opposizione dei genitori di lei. I due si sposeranno ugualmente, ma la loro relazione sarà turbolenta e l'equilibrio familiare compromesso.

## Produzione
Bille August dirige un cast che annovera, tra gli altri, due tra i più affermati attori svedesi, particolarmente cari allo stesso Bergman: Max von Sydow e Anita Björk.
Del film è stata montata una versione di sei ore per il piccolo schermo.

## Riconoscimenti
- Festival di Cannes 1992
  - Palma d'oro
  - Miglior interpretazione femminile (Pernilla August)
- Guldbagge 1993
  - Miglior attrice (Pernilla August)
  - Migliore sceneggiatura (Ingmar Bergman)
  - Candidatura a migliore fotografia (Jörgen Persson)